# Wignon
Wignon es una variedad cultivar de ciruelo (Prunus domestica), de las denominadas ciruelas europeas,
una variedad de ciruela antigua cuyos parentales son desconocidos, procedente de la localidad de Huy (Valonia) Bélgica.
Las frutas tienen un tamaño mediano, ovalado, color de piel rojo violeta con flor delicada; carne firme, amarillenta, jugosa, dulce.

## Historia
'Wignon' es una variedad de ciruela cuyos parentales son desconocidos, procedente del distrito de "Ben-Ahin" en el municipio de Huy (Valonia) Bélgica.

## Características
'Wignon' árbol de crecimiento fuerte y saludable, de crecimiento medio a fuerte con copa abierta. Producción media y regular. Especie fuerte y sana, algo sensible a la Monilia. Autofertilizante. Tiene un tiempo de floración que comienza a partir del 12 de abril con el 10% de floración, para el 16 de abril tiene una floración completa (80%), y para el 26 de abril tiene un 90% de caída de pétalos. Muy buen polinizador de otras variedades de ciruelos.
'Wignon' tiene una talla de fruto de tamaño mediano, de forma ovoide, con depresión ligera en la zona ventral continuando en ligero aplastamiento en toda la parte dorsal, con la sutura línea más oscura que la chapa; epidermis tiene piel con color rojo violeta, punteado abundante, diminuto poco perceptible, de color ligeramente más claro que la chapa, con aureola prácticamente inapreciable, presenta manchas irregulares de "ruginoso"-"russetting"; Pedúnculo corto o medio, fuerte, muy adherente a la carne, pubescencia muy fina, difícil de ver, ubicado en una cavidad del pedúnculo muy estrecha, poco profunda, medianamente rebajada en la sutura y en el lado opuesto; pulpa de color amarillento, transparente, con textura firme, jugosa, a veces fibrosa, y sabor dulce, acidulado, agradable.
Hueso suelto o semi adherente, sobre todo en zona ventral, tamaño medio, elíptico alargado.
Su tiempo de recogida de cosecha se inicia en la segunda quincena de septiembre.

## Usos
La ciruela 'Wignon' se comen crudas de fruta fresca en mesa, y valiosa para fines de preparados culinarios.